# Momo eller kampen om tiden
Momo eller kampen om tiden (tysk originaltitel: Momo. Die seltsame Geschichte von den Zeit-Dieben und von dem Kind, das den Menschen die gestohlene Zeit zurückbrachte, 'Den sällsamma berättelsen om tidstjuvarna och barnet som tog tillbaka människornas stulna tid') är en skönlitterär barnbok från 1973, av den tyske författaren Michael Ende. Boken publicerades första gången på svenska 1980. Romanen, som ofta räknas till fantasy-genren, handlar om den föräldralösa Momo som flyttar in i en gammal teaterruin utanför staden. 
Boken filmatiserades år 1986 som Momo med Ende själv i en statistroll. Den har också flera gånger anpassats för scen, i Sverige av bland annat av Stockholms Stadsteater och Cirkus Cirkör. 

## Handling
Momo är en liten flicka som rymt från ett barnhem till en amfiteaters ruin i en okänd stad. Momo har dock en ovanlig förmåga, hon kan lyssna som ingen annan kan. Folket som bor i närheten av amfiteatern upptäcker att livet blir lite lättare efter att de varit och pratat med henne. Men, till Momo och hennes vänners olycka, kommer hemliga män klädda i grått och stjäl deras tid, därav underrubriken till boken. Momo måste därmed ta upp kampen mot dessa tidstjuvar för att rädda alla sina kompisar. Till sin hjälp har hon sköldpaddan Kassiopeja, som kan se en halvtimme framåt i tiden, och Mäster Hora (betyder "timme" på latin och flera andra romanska språk) som bor på den plats tiden kommer ifrån.

## Priser
Michael Ende har vunnit många priser genom årens lopp för boken, bland annat:
- Deutscher Jugendbuchpreis[5] (1974)
- Europäischer Jugendbuchpreis (1974, samma år)

Sedan 1996 mottar pristagarna av Deutsche Jugendliteraturpreis (f.d. Deutsche Jugendbuchpreis) en bronsstatyett i form av figuren Momo.

## Utgivning på svenska (urval)
- 1980 – Ende, Michael. Momo eller Kampen om tiden: en sagoroman. Översättning: Adlerberth Roland. Malmö: Bergh. ISBN 9150205145
  - 2007 – Ende, Michael. Momo eller Kampen om tiden: en sagoroman. Översättning: Adlerberth Roland (8. uppl.). Stockholm: Bergh. ISBN 9789150216547